# فاطم العياشي
فاطيم العياشي هي ممثلة مغربية من مواليد 24 أكتوبر 1983 بمدينة الدار البيضاء.
درست الفن بمعهد «فلورون» الفرنسي وقدمت العديد من الأفلام التي ناقشت مواضيع مختلفة، بحيث أن آخر فيلم الذي قدمته فاطيم العياشي «زينب النفزاوية» تم اختياره لثمثيل المغرب في المسابقة الرسمية لمهرجان فليم المرأة بسلا المغرب، وقد اعتبرتها مجلة «جون افرنك» من الشخصيات المؤثرة بالمغرب سنة 2014 ضمن لائحة وضع بها خمسين شخصيان أخرى منهم وزراء واقتصاديين وفعاليات بالمجتمع المدني فضلا عن شخصيات اعلامية وثقافية

## أعمالها

### سينما
- 2002 : قصة حب لحكيم نوري
- 2005 : ماروك لليلى مراكشي، في دور صوفيا
- 2010 : عاشقة من الريف لنرجس النجار، في دور لولوا
- 2011 : فيلم لمحمد أشاور
- 2012: زينب... زهرة أغمات لفريدة بورقية، في دور زينب النفزاوية

### تلفاز
2010 : مرحبا لزكية الطاهري، الدور الأول
2011 : ماشي لخاطري سلسلة من 30 حلقة، في دور زينة

## روابط خارجية
- فاطم العياشي على موقع IMDb (الإنجليزية)
- فاطم العياشي على موقع ألو سيني (الفرنسية)
- فاطم العياشي على موقع أول موفي (الإنجليزية)
- فاطم العياشي على موقع قاعدة بيانات الفيلم (الإنجليزية)
- فاطم العياشي على موقع كينوبويسك (الروسية)